# Französisch-Sudan

Flagge Französisch-Sudans

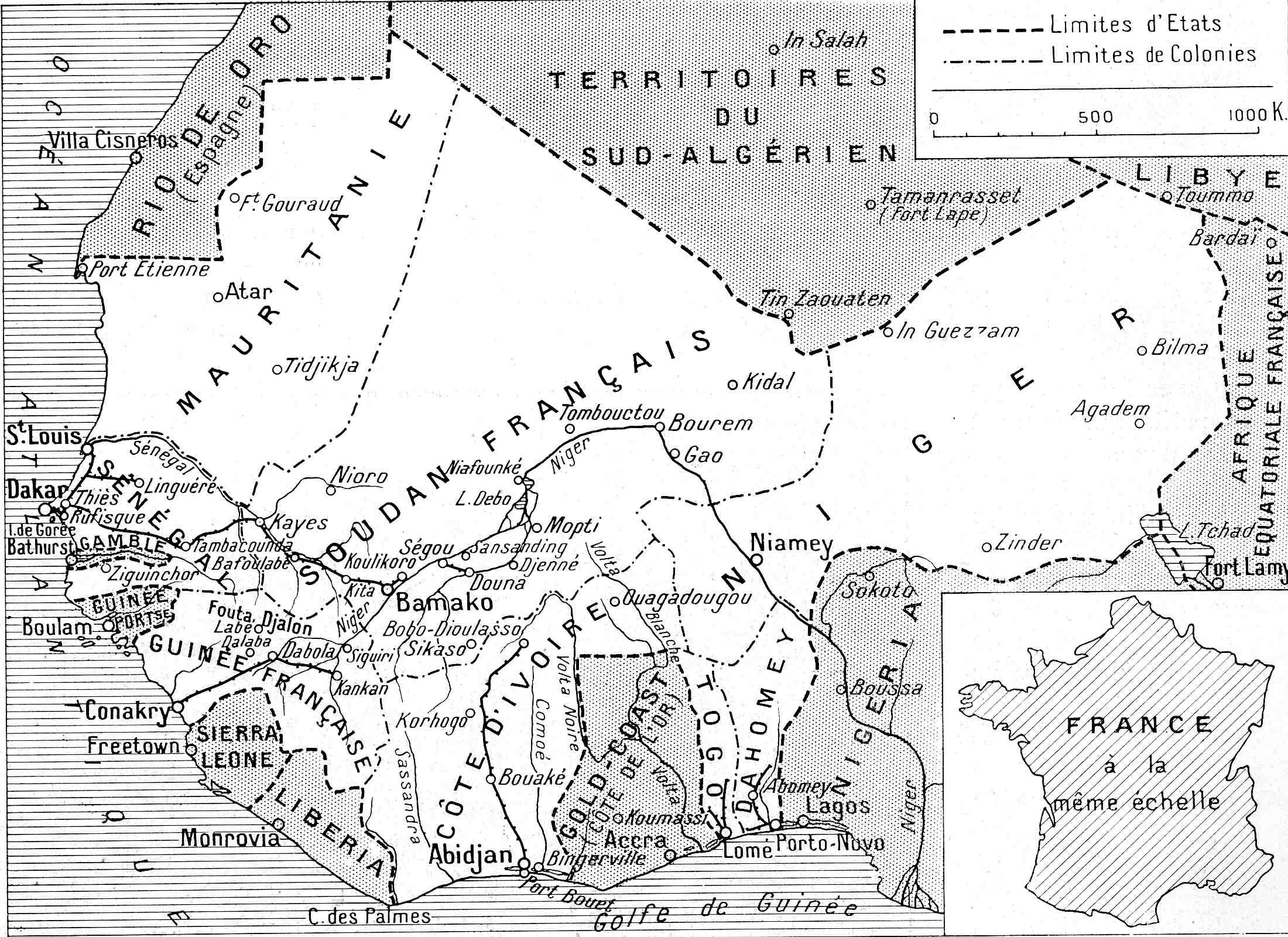
Soudan Français als eine der sieben Kolonien, die Französisch-Westafrika bildeten (1936)

Französisch-Sudan (französisch Soudan français) war von 1890 bis 1902 und von 1920 bis 1960 die Bezeichnung für eine französische Kolonie in Westafrika. 1960 wurde das Gebiet unter dem Namen Mali unabhängig.

## Zeit als Kolonie
Am 9. September 1880 wurde im Gebiet des späteren Französisch-Sudan unter der Bezeichnung Obersenegal ein französisches Territorium eingerichtet und am 18. August 1890 in Französisch-Sudan umbenannt, dessen Hauptstadt Kayes war. Nach der Eingliederung in Französisch-Westafrika 1895 wurde Französisch-Sudan am 10. Oktober 1899 aufgeteilt; elf südliche Provinzen gingen an Französisch-Guinea, die Elfenbeinküste und Dahomey, obwohl zwei im folgenden Jahr zurückgegeben wurden. Ab dem 17. Oktober 1899 war Bamako die Hauptstadt des Gebiets. 1894 erfolgte die französische Eroberung von Timbuktu, 1898 von Sikasso.
1902 wurden die nicht in Militärdistrikten organisierten Teile der Kolonie zu Senegambia und Niger, 1904 zu Obersenegal und Niger. 1920 erfolgte eine Reorganisation und der alte Name kam zurück. Ab 1920 hatte Französisch-Sudan die Grenzen des heutigen Mali.
Als Obervolta 1933 zum ersten Mal aufgelöst wurde (1947 wurde es wieder eingerichtet), wurden einige Provinzen Französisch-Sudan zugeteilt. Im Jahr 1956, kurz vor der Unabhängigkeit, hatte die Kolonie etwa 3,6 Millionen Einwohner. Sie war damit die bevölkerungsreichste Kolonie Französisch-Westafrikas.

## Unabhängigkeit
Nach dem französischen Verfassungsreferendum vom 4. Oktober 1958 wurde die „République Soudanaise“ ein Mitglied der französischen Gemeinschaft; am 25. November 1958 erlangte die ehemalige Kolonie interne Unabhängigkeit.
Am 4. April 1959 wurde Französisch-Sudan mit Senegal zur Mali-Föderation zusammengefasst, die am 20. Juni 1960 innerhalb der französischen Gemeinschaft endgültig unabhängig wurde. Die Föderation brach am 20. August 1960 auseinander, als Senegal sich von ihr trennte. Am 22. September 1960 wurde im ehemaligen Französisch-Sudan die Republik Mali proklamiert, die aus der französischen Gemeinschaft austrat.